# Autoserica zenkeri
Autoserica zenkeri är en skalbaggsart som beskrevs av Brenske 1901. Autoserica zenkeri ingår i släktet Autoserica och familjen Melolonthidae. Inga underarter finns listade.